# لیگ بی‌عدالتی
لیگ بی‌عدالتی (به انگلیسی: Injustice League) عنوان دو تیم خیالی شرور بزرگ در کتاب‌های کامیک آمریکایی منتشر شده توسط دی‌سی کامیکس است. لیگ بی‌عدالتی برای اولین بار در شمارهٔ ۲۳ از لیگ عدالت بین‌المللی (ژانویه ۱۹۸۹) حضور پیدا کردند که توسط کیت گیفن و جان دوماتیس خلق شده‌است.

## اعضاء
از مهم‌ترین شخصیت‌های این سری داستان‌ها که اثر دی‌سی کامیکس است: لکس لوتر، جوکر، دث‌استروک، زن گربه‌ای، پنگوئن، بلک مانتا، سینسترو، فیلیکس فاوست، مترسک، دوچهره، مجنتا، پویزن آیوی، مستر فریز، گوریلا گراد، کیلر کراک، اسپورت مستر، هارلی کوئین و بلک آدم را می‌توان نام برد.